# Gare de Diepflingen
La gare de Diepflingen (en allemand Bahnhof Diepflingen) est la gare de Diepflingen, en Suisse.